# لوقون الشرقية (إقليم)
إقليم لوقون الشرقية إقليم من ضمن 23 إقليم لدولة تشاد ويقع في جنوب غرب البلاد. عاصمته دوبا. اسمه على اسم محافظة لوقون الشرقية السابقة.

## جغرافية
يحد الإقليم من الشمال إقليم لوقون الغربية وإقليم تانجيلي  وإقليم ماندول من الشرق وجمهورية إفريقيا الوسطى من الجنوب والكاميرون من الغرب.

## الديموغرافيا
أفاد التعداد التشادي لعام 2009 أن عدد سكان المنطقة يبلغ 779339 نسمة.  في عام 1993 كان عدد السكان 440342 نسمة.

## الاقتصاد
زراعة الكفاف والقطن والنفط.[بحاجة لمصدر]